# Bouchaïb el-Ahrach

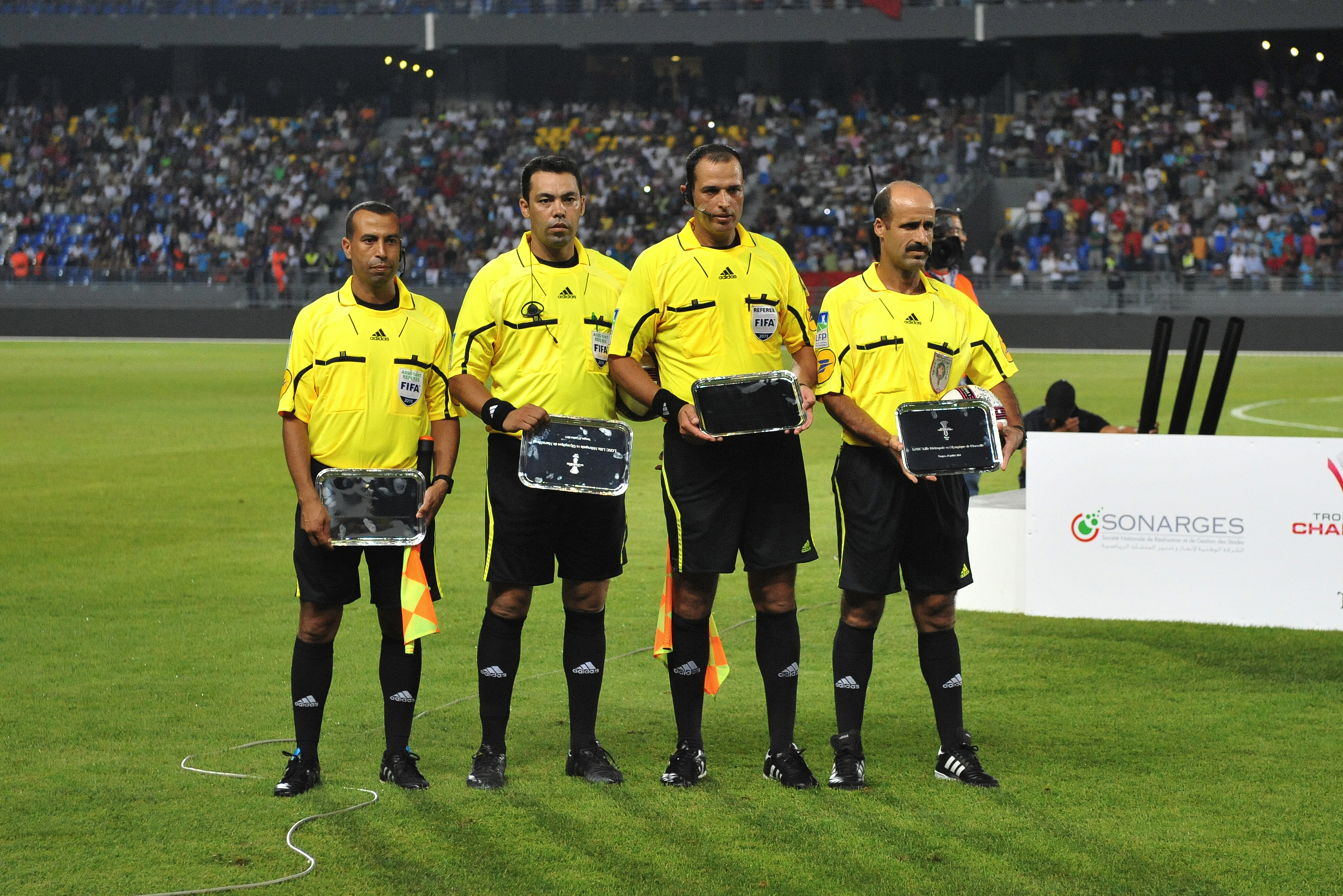
Abdelaziz el-Mehraji, Redouane Achik, Bouchaïb el-Ahrach und Abdellah Boulifa beim Spiel um den französischen Supercup 2011 (v. l. n. r.)

Bouchaïb el-Ahrach (* 5. September 1972) ist ein ehemaliger marokkanischer Fußballschiedsrichter.
El-Ahrach stand einige Jahre lang auf der Liste der FIFA-Schiedsrichter und leitete internationale Fußballspiele, unter anderem in der CAF Champions League.
Er wurde als Schiedsrichter beim Afrika-Cup 2012 in Äquatorialguinea und Gabun, beim Afrika-Cup 2013 in Südafrika und beim Afrika-Cup 2015 in Äquatorialguinea eingesetzt und leitete bei diesen drei Afrika-Cups insgesamt vier Spiele.
Am 27. Juli 2011 leitete el-Ahrach das Spiel um den französischen Supercup 2011 zwischen OSC Lille und Olympique Marseille (4:5) in Tanger, Marokko.